# Мисс Марвел (сериал)
«Мисс Ма́рвел» (англ. Ms. Marvel) — американский мини-сериал, созданный Бишей К. Али для сервиса потокового вещания Disney+ и основанный на персонаже Marvel Comics Камале Хан / Мисс Марвел. Проект стал седьмым сериалом в медиафраншизе «Кинематографическая вселенная Marvel» (КВМ), разработанным Marvel Studios и связанным с фильмами франшизы. Проект рассказывает о Камале Хан, 16-летней фанатке Мстителей, особенно Кэрол Дэнверс / Капитан Марвел, которая изо всех сил пытается вписаться в общество, а со временем обретает собственные сверхспособности. Биша К. Али выступает главным сценаристом, а Адиль и Билал возглавляют режиссёрский квартет.
Иман Веллани исполняет роль Камалы Хан / Мисс Марвел, в сериале также задействованы Мэтт Линтц, Ясмин Флетчер, Зенобия Шрофф, Мохан Капур, Саагар Шейх, Лорел Марсден, Ажар Усман, Риш Шах, Ариан Моайед, Алисия Рейнер, Лэйт Накли, Нимра Буча, Травина Спрингер и Адаку Ононогбо. Сериал и участие Биши Али было анонсировано в августе 2019 года. В сентябре 2020 года Веллани получила главную роль; тогда же стало известно, что Адиль Эль Арби, Билал Фалла, Шармин Обаид-Чиной и Мира Менон стали режиссёрами проекта. Съёмки начались в Атланте и Нью-Джерси в начале ноября 2020 года в Атланте и Нью-Джерси, а завершились в мае 2021 года в Таиланде.
Премьера сериала состоялась 8 июня 2022 года, показ шести эпизодов завершился 13 июля. Проект стал частью Четвёртой фазы КВМ. Сериал выступает своеобразным приквелом фильма «Капитан Марвел 2» (2023), в котором Веллани повторила роль Камалы, а также вернулись другие актёры из сериала. Проект получил положительные отзывы критиков, которые особенно отметили актёрскую игру Веллани.

## Сюжет
Камала Хан, 16-летняя фанатка Мстителей, особенно Кэрол Дэнверс / Капитана Марвел, изо всех сил пытается вписаться в общество, со временем обретая собственные сверхспособности.

## Актёры и персонажи
- Иман Веллани — Камала Хан / Мисс Марвел:
16-летняя пакистано-американская школьница из Джерси-Сити, начинающая художница и заядлый геймер, которая пишет супергеройские фанфики, особенно о Капитане Марвел[2][3]. Камала получает способность использовать космическую энергию и создавать любые конструкции из застывшего света с помощью магического бангл[англ.]-браслета[4][5]. Исполнительный продюсер Сана Аманат[англ.] отметила, что Камала Хан привнесла в КВМ «приземлённую перспективу» с «яркими и полными желания глазами». Веллани отметила, что Камала наслаждается простотой жизни с суперсилами вместо того, чтобы беспокоиться о старшей школе, мальчиках и отношениях, семейных драмах, культуре и религии[6]. Она также добавила, что персонаж «очень похож на неё» из-за их схожего происхождения, этнической принадлежности и любви к вселенной Marvel[7]. Главный сценарист Биша К. Али описала Хан как «аватара» для всех зрителей, выросших вместе с КВМ[8].
- Мэтт Линтц — Бруно Каррелли:
Лучший друг Камалы, который в неё влюблён[9][10]. Линтц назвал Бруно «очень преданным» другом Камалы, особенно после того, как она получает свои силы, поскольку это создаёт новую динамику в отношениях между ними[11]:7.
- Ясмин Флетчер[англ.] — Накия Бахадир:
Близкая подруга Камалы[12]. Флетчер назвала Накию «сильной героиней», которая «уверена в себе и готова бороться за всё, во что она верит», а также героиней, которая «ломает многие стереотипы о девушках в хиджабе»[11]:7–8.
- Зенобия Шрофф[англ.] — Муниба Хан:
Мать Камалы и жена Юсуфа[13]. Она более строга к Камале, чем её муж, и Шрофф отметила, что причина этому кроется в том, что Муниба знает потенциал Камалы, но всё же хочет «защитить свою дочь от всего этого»[11]:8.
- Мохан Капур[англ.] — Юсуф Хан:
Отец Камалы и муж Мунибы[13]. Капур описал Юсуфа как «доброго, заботливого и способного к состраданию мужчину», который больше понимает Камалу и её мечты, чем Муниба[11]:8.
- Саагар Шейх — Аамир Хан:
Старший брат Камалы[14][15]. Шейх описал Аамира как «немного отчуждённого, не такого смешного, как он думает», и очень религиозного; Аамир часто выступает посредником между Камалой и родителями[11]:8–9.
- Лорел Марсден — Зоуи Циммер: самая популярная ученица в школе Камалы и влиятельная личность в социальных сетях[16].
- Ажар Усман[англ.] — Наджаф: продавец халяльных продуктов, знакомый с Камалой[11]:15.
- Риш Шах — Камран:
Старшеклассник, в которого влюблена Камала; один из Кландестинов[13]. Шах отметил, что та лёгкость, с которой Камран общается с Камалой, объясняется тем, что ему «не хватало принадлежности и некоей общины», поэтому он может вести себя соответственно своей культуре рядом с ней[11]:9.
- Ариан Моайед[англ.] — П. Клири: агент Департамента США по ликвидации разрушений (DODC), расследующий происшествие с Камалой. Моайед повторяет свою роль из фильма «Человек-паук: Нет пути домой» (2021)[17].
- Алисия Рейнер — Сэйди Дивер: агент DODC, также расследующая происшествие с Камалой[17].
- Лэйт Накли — Шейх Абдулла: религиозный наставник Камалы и имам из Джерси-Сити[16].
- Нимра Буча[англ.] — Наджма: мать Камрана, джинн и лидер Кландестинов, существ, пытающихся вернуться в родное измерение Нур[англ.][16].
- Травина Спрингер — Тайиша Хиллман: невеста, а затем жена Аамира[16].
- Адаку Ононогбо — Фариха: одна из Кландестинов, владеющая копьём[16].
- Самина Ахмад[англ.] — Сана: бабушка Камалы[18][19]. Зион Усман исполнила роль Саны в детстве.
- Фавад Хан — Хасан: прадед Камалы, отец Саны[15].
- Мехвиш Хаят — Аиша: одна из Кландестинов; мать Саны, прабабушка Камалы, оставившая ей в наследство браслет[11]:16[20].
- Фархан Ахтар — Валид: лидер Красных кинжалов.
- Арамис Найт — Карим / Красный кинжал: линчеватель в красной бандане, использующий метательные ножи[9][21].

Другие члены актёрского состава: Анджали Бимани и София Махмуд в ролях Руби и Зары, «тётушек» Камалы; Джордан Фёрстман в роли Гейба Уилсона, директора школы Камалы; Али Аль-Салех и Дэн Картер в ролях Адама и Салима, членов Кландестин, владеющих, соответственно, золотой булавой и мощным хлыстом; Асфандияр Хан и Варда Азис в ролях кузенов Камалы: Овайса и Зайнаб. Кроме того, Али Хан исполнит пока неназванную роль,. Райан Пенагос, вице-президент и креативный менеджер Marvel New Media, появился с камео ведущего конкурса косплеев на AvengerCon в первой серии. Режиссёры Адиль Эль Арби и Билал Фалла появились с камео во втором эпизоде: Эль Арби исполнил роль одного из прихожан в мечети, а Фалла — роль одного из «Братьев мечети». Исполнительный продюсер Сана Аманат появилась с камео в сцене свадьбы Аамира и Тайиши в третьем эпизоде. Бри Ларсон появилась в камео-роли Кэрол Дэнверс / Капитана Марвел в послетитровой сцене финальной серии.

## Список серий
| № | Название                              | Режиссёр           | Автор сценария                                                                  | Дата премьеры |
| --- | ------------------------------------- | ------------------ | ------------------------------------------------------------------------------- | ------------- |
| 1 | «Generation Why» «Поколение „Почему“» | Адиль и Билал      | Биша К. Али                                                                     | 8 июня 2022   |
| Камала Хан — 16-летняя старшеклассница и фанатка Мстителей, особенно Капитана Марвел. После очередной неудачи на экзамене по вождению Камала и её лучший друг Бруно Каррелли разрабатывают план, чтобы посетить первый в истории съезд поклонников Мстителей «AvengerCon», избегая строгих правил родителей девушки, Юсуфа и Мунибы. Камала получает от своей бабушки Саны посылку со старыми ненужными вещами, но замечает интересный браслет и решает сделать его частью своего фанатского костюма Капитана Марвел. Готовясь выйти на сцену, девушка надевает браслет, что активирует способности по использованию космической энергии для создания всевозможных конструкций и вызывает хаос на съезде; Камале удаётся спасти свою одноклассницу Зоуи. Бруно спешно отвозит Камалу домой, где её мать выражает недовольство поведением дочери. В сцене после титров агенты Департамента США по ликвидации разрушений (DODC) П. Клири и Сэйди Дивер просматривают видео инцидента с Камалой на AvengerCon и решают начать расследование в Нью-Джерси. |                                       |                    |                                                                                 |               |
| 2 | «Crushed» «В чувствах»                | Мира Менон         | Кейт Гримтон                                                                    | 15 июня 2022  |
| Камала при помощи Бруно начинает тренировки по контролю над своими силами; Бруно делает вывод, что браслет лишь активировал исходящие из девушки силы. Камала, Бруно и Накия отправляются на вечеринку Зоуи, где встречают нового старшеклассника Камрана. Камала находит с ним общий язык, что расстраивает Бруно, особенно когда она начинает проводить больше времени с Камраном вместо тренировок своих сил. Во время семейного ужина с невестой своего брата Тайишей, Камалу посещает видение таинственной женщины и она теряет сознание. Юсуф рассказывает, что во время раздела Британской Индии маленькая Сана заблудилась, но таинственным образом смогла снова найти своего отца. Перед сном Камала спрашивает Сану и маму о прабабушке Аише, изначальной владелице браслета, но те отказываются разговаривать. Агенты DODC Клири и Дивер допрашивают Зоуи о произошедшем на AvengerCon и решают проверить южноазиатские общины ближайшего триштатья. На ежегодном праздновании Курбан-байрам мальчик соскальзывает с балкона мечети, но Камала успевает спасти его с помощью своих сил, после чего её вновь посещает видение таинственной женщины. Агенты DODC во главе с Дивер пытаются задержать Камалу, но Камран помогает ей сбежать на своей машине и знакомит со своей матерью Наджмой, которая оказывается женщиной из видений. |                                       |                    |                                                                                 |               |
| 3 | «Destined» «Предназначенная»          | Мира Менон         | Телесценарий : Фредди Сиборн и Э.К. Брэдли & Мэттью Чонси Сюжет : Фредди Сиборн | 22 июня 2022  |
| Наджма рассказывает Камале, что она, Камран, а ранее и Аиша входят в группу сверхсуществ, известных как Кландестины (англ. Clandestines) или Джинны. Они были изгнаны из родного измерения Нур. Наджма сообщает, что бангл-браслет Камалы может помочь им вернуться в Нур, и просит девушку о помощи. Камала соглашается, но Бруно предупреждает её, что межпространственные путешествия могут быть опасны, поэтому Камала просит Камрана дать им ещё немного времени. Он соглашается, но Наджма отказывается ждать и решает силой заставить Камалу использовать браслет. Брат Камалы Амир женится на своей невесте Тайише, но Камран врывается на свадьбу и предупреждает Камалу до прибытия других Кландестинов, которые одолевают Камалу, Бруно и Камрана. Наджма пытается использовать бангл-браслет, что вызывает видение приближающегося поезда. В мечеть приезжают агенты DODC и арестовывают Кландестинов, включая Камрана. Камала и Бруно убегают, но Накия замечает, как Камала использует свои способности. Сана связывается с внучкой и говорит, что её тоже посетило видение поезда. Она настаивает на том, чтобы Камала и Муниба приехали к ней в Карачи. |                                       |                    |                                                                                 |               |
| 4 | «Seeing Red» «В гневе»                | Шармин Обаид-Чиной | Телесценарий : Сабир Пирзада и Э.К. Брэдли & Мэттью Чонси Сюжет : Сабир Пирзада | 29 июня 2022  |
| Камала и Муниба едут в Карачи к Сане. Позже она рассказывает Камале, что браслет пытается передать сообщение через видение поезда. На следующий день Камала идёт на вокзал, чтобы провести расследование, но на неё нападает таинственный линчеватель Карим с красными кинжалами, который ошибочно полагает, что она одна из Кландестинов. Затем он ведёт Камалу в убежище Красных Кинжалов, где девушка узнаёт от их лидера Валида, что тайные жители пытаются сломать Завесу Нура. Кландестинам удаётся сбежать из-под стражи DODC, но Наджма решает бросить Камрана за его выбор помочь Камале. Камала начинает тренироваться с Красными Кинжалами, чтобы овладеть своими способностями, но их прерывают Кландестины. Начинается погоня, и Валид погибает, пытаясь защитить Камалу и Карима. Когда они отбиваются от врагов, Наджма наносит удар по браслету Камалы, отправляя её в видение в ночь раздела. |                                       |                    |                                                                                 |               |
| 5 | «Time and Again» «Вновь и вновь»      | Шармин Обаид-Чиной | Фатима Ашгар                                                                    | 6 июля 2022   |
| В 1942 году в Индии Аиша убегает от нападавших и укрывается в деревне. Хасан, активист движения за независимость Индии, предлагает ей еду и кров. Они влюбляются, и у них рождается дочь Сана. Пять лет спустя Наджма выслеживает Аишу и приказывает ей вернуть браслет. Аиша оставляет браслет Сане и пытается бежать в Пакистан со своей семьёй, но Наджма убивает её. Хасан потерял дочь в толпе. Камала обнаруживает, что может взаимодействовать с Аишей, которая просит её спасти Сану. Камала создаёт проекцию звёзд и приводит Сану к отцу. Камала понимает, что это она таинственным образом воссоединила Сану и Хасана в прошлом. Вернувшись в настоящее, она обнаруживает, что удар Наджмы открыл Завесу Нура, но та убивает любого, кто пытается пройти через неё. Наджма жертвует собой, чтобы закрыть Завесу, передав силу Камрану перед смертью. Сана и Муниба находят Камалу. Тем временем дрон DODC атакует Камрана, который пришёл к Бруно. Камран выпускает заряд энергии в дрона, обнаруживая свою силу. |                                       |                    |                                                                                 |               |
| 6 | «No Normal» «Никакой нормы»           | Адиль и Билал      | Телесценарий : Уилл Данн и Э. К. Брэдли & Мэттью Чонси Сюжет : Уилл Данн        | 13 июля 2022  |
| Бруно и Камран находятся в бегах, Дивер приказывает заблокировать город и хочет взять последнего живым. Камала, Накия, Амир и Зоуи помогают им и разрабатывают план, чтобы задержать агентов DODC. Клири приказывает им отступить, но Дивер игнорирует его и штурмует школу, где прячутся Камала и её друзья. DODC удаётся арестовать всех, кроме Камалы и Камрана. Камала рассказывает Камрану о матери и защищает его от агентов. Последний отправляется на причал, где его вывезет из страны Красный Кинжал. Клири увольняет Дивер, а Камала берёт себе имя Мисс Марвел, поговорив с отцом. Неделю спустя Бруно объясняет Камале, что у неё мутация в генах. В сцене после титров браслет излучает странное свечение, и Камала меняется местами с Кэрол Дэнверс. |                                       |                    |                                                                                 |               |

## Производство

### Разработка
В сентябре 2016 года креативный консультант Marvel Entertainment Джо Кесада рассказал, что имеются планы на развитие персонажа Камалы Хан / Мисс Марвел в связи с её необычайно быстрым ростом популярности среди читателей комиксов. В мае 2018 года президент Marvel Studios Кевин Файги заявил, что проект кинематографической вселенной Marvel (КВМ) о Камале Хан «определённо находится в разработке» и выйдет после релиза фильма «Капитан Марвел» (2019), так как именно Кэрол Дэнверс вдохновила Хан стать Мисс Марвел.
К августу 2019 года Marvel Studios начала разработку сериала о Мисс Марвел для стриминг-сервиса Disney+, а Биша К. Али была нанята в качестве главного сценариста после работы над третьим эпизодом сериала «Локи» (2021); проект был официально анонсирован на выставке D23 Expo 2019. В сентябре 2020 года стало известно, что Адиль Эль Арби и Билал Фалла были наняты для режиссуры двух эпизодов, Шармин Обаид-Чиной — для режиссуры трёх эпизодов и Мира Менон — для режиссуры одного эпизода; в итоге Обаид-Чиной и Менон поставили по два эпизода. Кроме того, Али, Эль Арби и Фалла выступили исполнительными продюсерами сериала и тесно работали с Marvel Studios во время разработки проекта; соавтор комиксов о Камале Хан, Сана Аманат, стала соисполнительным продюсером. Руководители Marvel Studios Файги, Луис Д’Эспозито, Виктория Алонсо и Брэд Уиндербаум также выступают исполнительными продюсерами проекта.

### Сценарий
Фредди Сайборн, Э.К. Брэдли, Мэттью Чонси, Сабир Пирзада и Фатима Ашгар выступают сценаристами сериала. Брэдли и Чонси являлись главным сценаристом и сценаристом эпизода мультсериала «Что, если…?», соответственно, а Пирзада — сценаристом сериала «Лунный рыцарь»; Брэдли также выступает продюсером-консультантом:6.
В сериале Хан получает способность использовать космическую энергию и создавать любые конструкции из своих рук с помощью магического бангл-браслета, что отличается от способностей к изменению формы тела, которыми героиня обладает в комиксах. Файги объяснил, что связанное с Нелюдьми происхождение её способностей в комиксах не «совпадало» с хронологией и событиями КВМ, поэтому её способности были несколько изменены, чтобы связать их с пакистанскими корнями героини. Силы Хан также были приближены к космическим силам других героев в фильме «Капитан Марвел 2» (2023), в котором Веллани исполняет одну из главных ролей. Файги добавил, что «гигантские руки» Камалы всё же появятся в сериале. Аманат и другой соавтор персонажа, Дж. Уиллоу Уилсон, проконсультировались по поводу изменения и поддержали его; Аманат отметила, что было «забавно наделять Камалу различными видами способностей, которые кажутся более масштабными и кинематографическими… Суть того, что представляют собой силы в комиксах, присутствует в сериале как с метафорической, так и с визуальной точки зрения».
«Мисс Марвел» — это история взросления в переходный возраст, и Аманат рассказала, что черпая вдохновение из комиксов о персонаже, они создали «более причудливую и стилистически иную» версию героини для КВМ, чья история будет «рассказана через жизненную призму Камалы и её буйное воображение». Аманат описала жизнь и мир Хан как «закономерно красочные», потому что Джерси-Сити — «довольно сумасшедшее, яркое и мультикультурное место». Противостояние Кэрол Дэнверс с Таносом во время финальной битвы фильма «Мстители: Финал» (2019) вдохновило Хан стать героем. Аманат посчитала важным рассказать историю о том, кто является героями для цветных молодых людей и как это влияет на их «миропонимание».

### Кастинг
В сентябре 2020 года начинающая актриса Иман Веллани получила роль Камалы Хан, в то время как по фотографиям со съёмочной площадки в ноябре того же года стало известно, что Мэтт Линтц получил роль в сериале. В декабре того же года Marvel подтвердила, что Линтц получил роль Бруно Каррелли и что к сериалу присоединились Арамис Найт в роли Карима / Красного кинжала, Саагар Шейх в роли Амира Хана, Риш Шах в роли Камрана, центрального мужского персонажа, Зенобия Шрофф в роли Мунибы Хан, Мохан Капур в роли Юсуфа Хана, Ясмин Флетчер в роли Накии Бахадир, Травина Спрингер в роли Тайишы Хиллман, Лэйт Накли в роли Шейха Абдуллы; Ажар Усман и Нимра Буча также появятся в сериале. В феврале 2021 года начинающая актриса Лорел Марсден получила роль Зои Циммер, а Али Хан и Алисия Рейнер исполнят пока неназванные роли. В декабре 2021 года Фавад Хан сообщил, что присоединился к актёрскому составу, а месяц спустя было подтверждено появление Мехвиш Хаят. В марте 2022 года выяснилось, что Адаку Ононогбо сыграет Фариху, а Анджали Бимани появится с ролью второго плана (ранее актриса играла в сериале Marvel Television «Беглецы»). В мае 2022 года стало известно, что Ариан Моайед сыграет в сериале после появления в роли агента Департамента США по ликвидации разрушений (DODC) Клири в фильме «Человек-паук: Нет пути домой» (2021). Позже выяснилось, что Фархан Ахтар и Асфандияр Хан появятся с неизвестными ролями. В июне стало известно, что Джордан Фёрстман исполнил роль мистера Уилсона, а Али Аль-Салех, Самина Ахмад и Варда Азис также исполнили роли в сериале.

### Дизайн
Арджун Басин выступает художником по костюмам сериала. Источниками вдохновений для супергеройского костюма Камалы стали буркини и шальвар-камиз (брюки с рубашкой) с достоверными «культурными элементами»:89.

### Съёмки
Адиль Эль Арби, Билал Фалла, Шармин Обаид-Чиной и Мира Менон выступили режиссёрами сериала. Съёмки сериала начались в начале ноября 2020 года на студии Trilith Studios в Атланте, оператором стала Кармен Кабана. «Джерси» (Jersey) использовалось в качестве рабочего названия сериала. Для отображения мечтаний Камалы, Эль Арби и Фалла предложили использование анимации: режиссёры посчитали важным, чтобы зрители могли «попасть прямо в мир Камалы и увидеть всё её глазами» и показать, как героиня постоянно витает в облаках и фантазирует:88. Режиссёрский дуэт черпал вдохновение из работ Спайка Ли, Стивена Спилберга, аниме (особенно при воплощении визуальных эффектов), фильмов Джона Хьюза, из кинокартин «Образование» (2019) и «Скотт Пилигрим против всех» (2010), а также из телесериала начала 1990-х годов «Паркер Льюис не теряется»:89.
Эль Арби и Фалла завершили работу над своими эпизодами 5 марта 2021 года. Дополнительные съёмки прошли в округе Хадсон, штат Нью-Джерси с марта по начало апреля. Иман Веллани и Риш Шах продолжили сниматься в Атланте в конце апреля и начале мая. Шармин Обаид-Чиной начала съёмки четвёртого и пятого эпизодов в Таиланде к 23 марта 2021 года, задействовав локации в Бангкоке; оператором на этих съёмках выступил Джулс О’Лафлин. Введённые строгие протоколы безопасности по COVID-19 помогли Marvel получить разрешение от правительства Таиланда на продолжение съёмок в стране в течение апреля и мая 2021 года, несмотря на новые ограничения, введённые в стране в апреле 2021 года, из-за которых было оставлено производство других проектов. Актёры и съёмочная группа из 450 человек были разделены на три группы: это позволило бы продолжить производство, даже если в одном из пузырей был бы обнаружен заражённый коронавирусом. Съёмки в Таиланде были окончены в начале мая 2021 года. Пересъёмки под руководством Обаид-Чиной прошли в конце января 2022 года.

### Музыка
В мае 2022 года стало известно, что Лора Карпман выступит композитором сериала после работы над мультсериалом «Что, если…?»; Карпман также стала композитором фильма «Капитан Марвел 2». Музыкант рассказала, что погрузилась в «богатое музыкальное наследие» Камалы. В сериале представлен ряд песен, Биша К. Али посчитала, что музыка стала «неотъемлемой частью» адаптации персонажа, и выразила благодарность Аманат за чёткое представление о том, какие песни необходимо использовать. Аманат назвала сериал «отличной платформой» для демонстрации южноазиатской музыки, что отражает характер самой Камалы. Музыка Карпман к сериалу была выпущена в цифровом виде лейблами Marvel Music и Hollywood Records в двух частях: музыка из первых трёх серий была выпущена 22 июня 2022 года, а музыка из последних трех — 13 июля. Тема «Ms. Marvel Suite» была выпущена как сингл 7 июня.
| №                   | Название               | Длительность |
| ------------------- | ---------------------- | ------------ |
| 1.                  | «Ms. Marvel Suite»     | 4:30         |
| 2.                  | «Figure Out Your Life» | 1:24         |
| 3.                  | «Mysterious Parcel»    | 3:30         |
| 4.                  | «The Plan»             | 2:18         |
| 5.                  | «Sure They Do»         | 2:04         |
| 6.                  | «Siren Call»           | 1:58         |
| 7.                  | «The Save»             | 5:20         |
| 8.                  | «Cosmic»               | 1:35         |
| 9.                  | «About Last Night»     | 1:30         |
| 10.                 | «Bathroom Confab»      | 1:02         |
| 11.                 | «Trail of Stars»       | 2:33         |
| 12.                 | «Damage Control»       | 1:35         |
| 13.                 | «Hard Landing»         | 3:22         |
| 14.                 | «Flee the Scene»       | 2:08         |
| 15.                 | «Digging in the Dirt»  | 3:26         |
| 16.                 | «Bad Things Happen»    | 1:48         |
| 17.                 | «Questioning»          | 0:52         |
| 18.                 | «Good News, Bad News»  | 1:13         |
| 19.                 | «A Thing You Do»       | 1:43         |
| 20.                 | «Circle Q Score»       | 1:19         |
| 21.                 | «Bonding»              | 1:39         |
| 22.                 | «Not Asking Anymore»   | 2:53         |
| 23.                 | «Blitz»                | 1:17         |
| 24.                 | «Showdown»             | 2:03         |
| 25.                 | «Homecoming»           | 2:09         |
| Общая длительность: | Общая длительность:    | 49:29        |

## Маркетинг
Первые кадры сериала, рассуждения о влиянии персонажа и видео с прослушиванием Веллани были показаны на Дне инвесторов Disney в декабре 2020 года. Джош Вайсс из «Syfy Wire» назвал «абсолютно бесценным» момент, когда Веллани узнала о получении главной роли. В январе 2021 года Marvel объявила о новом разделе своего сайта «Marvel Must Haves», в котором будут показываться новые игрушки, игры, книги, одежда, домашний декор и другие товары, связанные с каждым эпизодом «Мисс Марвел», которые будут доступны для покупки в понедельник, следующий за неделей премьеры эпизода. Новые кадры были представлены 12 ноября 2021 года на Дне Disney+.
Первый трейлер вышел 15 марта 2022 года. Многие комментаторы отметили изменение способностей Хан по изменению формы своего тела из комиксов на способности по использованию космической энергии с помощью магических бангл-браслетов, которые похожи на Нега-браслеты Мар-Велла из комиксов. Линда Кодега из «Gizmodo» написала, что трейлер был «таким же очаровательным, весёлым и захватывающим, как и комикс [, полный] абсолютно отличных режиссёрских решений», и что сериал выглядит как «идеальное по тону сочетание „Скотта Пилигрима против всех“ и „Высшего пилотажа“». Габриэль Санчес из «The A.V. Club» отметил, что трейлер представляет собой «путеводитель с картинками о Камале Хан». Финальный кадр трейлера, а также тизер-постер, выпущенный для сериала, отдают дань уважения обложке комикса «Мисс Марвел» (2014) №5.
1 июня 2022 года на Disney+ вышел короткометражный документальный фильм «Путеводитель о Мисс Марвел для фанатов», содержащий эксклюзивные закадровые видео производства сериала и интервью съёмочной группы и Веллани.

## Премьера
Премьера сериала состоялась на Disney+ 8 июня 2022 года, показ шести эпизодов завершился 13 июля. Изначально сериал должен был выйти в конце 2021 года; однако после анонса даты выхода сериала «Соколиный глаз» (ноябрь 2021 года) Аарон Кауч из издания The Hollywood Reporter усомнился в релизе «Мисс Марвел» до конца 2021 года, поскольку очень маловероятно, что два проекта Marvel выйдут почти одновременно. В августе 2021 года похожее мнение высказал Мэтт Уэбб Митович из «TV Line», предположив, что «Мисс Марвел» дебютирует в начале 2022 года, что и было подтверждено в сентябре. В ноябре 2021 года было заявлено о выходе летом 2022 года, а окончательная дата премьеры в июне 2022 года была закреплена в марте 2022 года. Сериал стал частью Четвёртой фазы КВМ.
Пакистанский дистрибьютор HKC Entertainment выпустил сериал в кинотеатрах страны из-за недоступности Disney+. Первые два эпизода вышли 16 июня 2022 года, третий и четвертый эпизоды — 30 июня, а последние два эпизода — 14 июля.

## Отзывы критиков
| Графики недоступны из-за технических проблем. См. информацию на Фабрикаторе и на mediawiki.org. - «Мисс Марвел» (2022): Процент положительных отзывов на сайте Rotten Tomatoes |

На сайте-агрегаторе обзоров Rotten Tomatoes «рейтинг свежести» сериала составляет 98 % со средней оценкой 7,5/10 на основе 259 рецензий. Консенсус критиков гласит: «„Мисс Марвел“ — это по-настоящему свежая новая часть КВМ, как стилистически, так и по наполнению, чему особенно способствует огромная харизма Иман Веллани». Metacritic, который использует средневзвешенное значение, присвоил сериалу 78 баллов из 100 на основе 23 рецензий, что указывает на «преимущественно положительные отзывы».

## Документальный выпуск
В феврале 2021 года был анонсирован документальный сериал «Marvel Studios: Общий сбор». В каждой серии актёры и съёмочная группа расскажут о создании фильмов и телесериалов КВМ. Специальный документальный выпуск, посвящённый «Мисс Марвел», вышел на Disney+ 3 августа 2022 года.

## Будущее
Во время официального анонса проекта на выставке D23 2019 Кевин Файги рассказал, что после дебюта в сольном сериале Камала Хан появится в фильмах КВМ, что было подтверждено снова в ноябре 2019 года. Ранее Бри Ларсон, исполнительница роли Кэрол Дэнверс, выражала интерес к включению Мисс Марвел в потенциальный сиквел «Капитана Марвел», и в декабре 2020 года было подтверждено, что Веллани появится в фильме «Капитан Марвел 2» (2023). В феврале 2021 года Файги раскрыл, что «Мисс Марвел» подведёт к событиям полнометражного фильма. Кроме того, Зенобия Шрофф, Мохан Капур и Саагар Шейх вернутся к ролям членов семьи Хан в «Капитане Марвел 2».